# Alzines de la Vila de Llaés i Alzina de l'Hostal de Llaés
.
Les Alzines de la Vila de Llaés i l'Alzina de l'Hostal de Llaés (Quercus ilex ilex) formen un bosc d'alzines remarcables a Llaés (Ripoll, el Ripollès), el qual, probablement, és un dels més importants de tot Catalunya.

## Dades descriptives
- Perímetre del tronc a 1,30 m: 5,91 m (Vila) i 4,12 m (Hostal).
- Perímetre de la base del tronc: 9,40 m (Vila) i 9,72 m (Hostal).
- Alçada: 19,40 m (Vila) i 15,02 m (Hostal).
- Amplada de la capçada: 21 m (Vila) i 16,5 m (Hostal).
- Altitud sobre el nivell del mar: 935 m (Vila) i 916 m (Hostal).[1]

## Entorn
Les Alzines de la Vila de Llaés formen masses úniques amb boixos i, com a flora secundària, al voltant de les susdites alzines hi trobem card cigrell (Carlina corymbosa), milfulles, tomaquera del diable, cinc-en-rama, olivella, arç blanc, botja d'escombres, roure martinenc i rajolet. És molt rellevant la forma com han pogut persistir durant segles i segles amb l'associació que realitzen amb els boixos sota la capçada (on creixen formant un espès sotabosc), ja que regula l'amorriament de les vaques i, per tant, la seua esporga fitòfaga. Pel que fa a l'entorn de l'Alzina de l'Hostal, hi veiem créixer blet, margall, ortiga, Festuca, lletsó bord, herba de Sant Benet, colitxos, clavell de pastor, plantatge, heura, esbarzer, gavarra, aranyoner, arç blanc i avellaner.

## Aspecte general
Les Alzines de la Vila de Llaés presenten un estat sanitari força vigorós i correcte a grans trets. No semblen afectades per cap atac o plaga rellevant. Presenten, totes elles, densitat i ufanor als extrems de les branques i una bona cobertura de verd a la copa. En canvi, l'Alzina de l'Hostal de Llaés no està en tan bon estat, ja que s'hi observa cert grau de sequera (sobretot, al brancatge inferior).

## Accés
Des de Sant Quirze de Besora, o bé des de Ripoll (C-17, punt quilomètric 90,3), cal agafar la carretera que duu fins a la Vila i la serra de Llaés (molt a prop s'albira el Castell de Llaés). Si anem amb cotxe, podem deixar-lo a l'hostal i començar la visita per l'alzina que creix a pocs metres d'aquest, i després acostar-nos a l'alzinar monumental, que és a uns 500 metres de l'hostal per la carretera que porta a Sant Quirze de Besora, on, una vegada observem una gran esplanada a la nostra esquerra amb enormes alzines, ens hi podrem endinsar. L'Alzina Grossa (o Alzina Bifurcada) de la Vila de Llaés és potser la que queda més amagada, perquè no és al mateix pla, sinó que se situa a la part esquerra, aproximadament a la meitat d'aquest, en un petit desnivell, just darrere d'una altra alzina enorme (la segona més gran del pla, que és trifurcada). GPS 31T 0437453 4667200 (Alzina Grossa de la Vila de Llaés) i 31T 0436809 4666928 (Alzina de l'Hostal).